# Dasypeltis
Dasypeltis es un género de serpientes colúbridos. Es uno de los dos grupos taxonómicos de serpientes conocidos que se han adaptado para alimentarse exclusivamente de huevos. (El otro género de serpientes con dicha adaptación es Elachistodon). No son serpientes venenosas y se encuentran a lo largo del continente de África y de Arabia, principalmente en hábitats boscosos donde tienen su hogar, además, numerosas especies de pájaros.

## Descripción
Las especies de este género presentan una amplia variación en cuanto a los patrones y color, de mezclas de marrones y verdes, a negro sólido. Los individuos en una localidad específica muestran patrones y colores similares. Hay gran variación en el tamaño, desde 30-100 cm de longitud.

## Comportamiento
Las especies de Dasypeltis tienden a tener un comportamiento nervioso, y al ser amenazadas harán lo que es llamado saw-scaling, donde frotará sus escamas juntas rápidamente para hacer un ruido de raspadura que suena vagamente como un silbido. 
Son ágiles escaladoras, y tienen un agudo sentido del olfato para detectar si un huevo no está podrido o demasiado desarrollado para ser comido. Tienen quijadas extremadamente flexibles y los cuellos para comer huevos mucho más grandes que su cabeza, no tienen ningún diente pero tienen salientes huesudas en el borde interior de su espina dorsal las que utilizan para ayudar en la fractura de las cáscaras de huevos.
El proceso de consumir un huevo implica el embalaje de su boca alrededor del huevo y arrastrarlo a su garganta y después flexionando sus músculos que empujan el huevo en las protrusiones óseas en su columna vertebral, que hace que el huevo se colapse dentro de sí mismo. Entonces la serpiente separa cuidadosamente cada pedazo de líquido fuera del interior del huevo, finalizando con la regurgitación de la cáscara completamente machacada. Son notablemente eficientes, y desperdician muy poco del contenido de un huevo.
Se cree que las serpientes usan su agudo sentido del olfato para detectar si un huevo está podrido o saludable. Cuando la serpiente ubica un nido con huevos los olerá a todos para evitar los que están podridos.

## Especies
Se reconocen las siguientes según The Reptile Database:
- Dasypeltis abyssina (Duméril, Bibron & Duméril, 1854)
- Dasypeltis atra Sternfeld, 1912
- Dasypeltis confusa Trape & Mané, 2006
- Dasypeltis fasciata Smith, 1849
- Dasypeltis gansi Trape & Mané, 2006
- Dasypeltis inornata Smith, 1849
- Dasypeltis latericia Trape & Mané, 2006
- Dasypeltis medici (Bianconi, 1859)
- Dasypeltis palmarum (Leach, 1818)
- Dasypeltis parascabra Trape, Mediannikov & Trape, 2012
- Dasypeltis sahelensis Trape & Mané, 2006
- Dasypeltis scabra (Linnaeus, 1758)